# Världsbutik

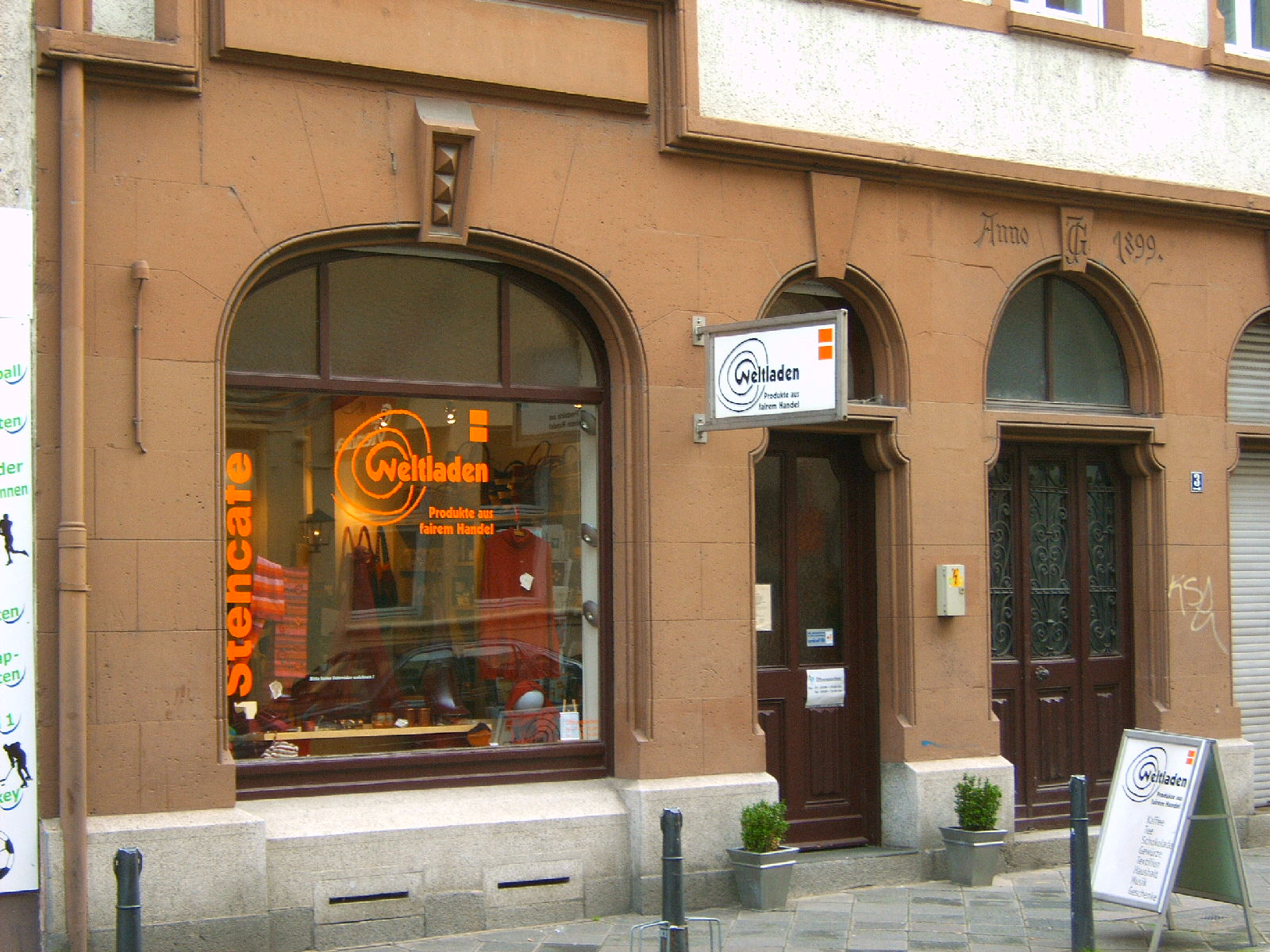
Världsbutik i Mannheim.

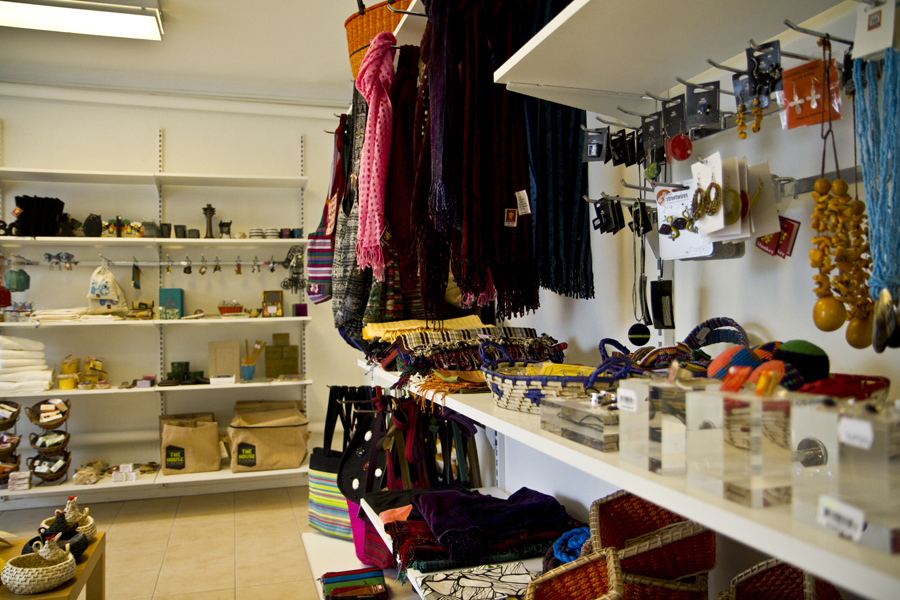
Världsbutiken Vägvisaren i Borås.

Världsbutik är en butik vars sortiment av hantverk och livsmedel till minst 80 % består av "rättvis handel"-varor eller Fairtrade-märkta (tidigare Rättvisemärkt) varor. Arbetskraften i en världsbutik är till största delen volontärer. I vissa butiker finns det anställda, men vanligast är att det inte gör det. Rättvis handel bedrivs även i till exempel Fair Trade Shop och Fair Trade Café som beskrivs nedan.

## Historia
I USA växte under 1940-talet Mennonit-rörelsen fram, föregångaren till Ten Thousand Villages som är världsbutiksorganisationen i Nordamerika. Edna Ruth Byler deltog i skapandet av en marknad i Nordamerika med hantverk från fattiga länder och spred samtidigt kunskap om hantverkarnas liv och levnadsvillkor. Solidaritetsrörelsen Emmaus, som startade i Frankrike i slutet av 1940-talet, verkade också för en rättvisare handel. ”Sveriges Edna Ruth Byler” – Britta Holmström grundade Individuell Människohjälp (IM) vid 27 års ålder med försäljning av hantverk från utsatta och diskriminerade grupper.
Den första världsbutiken i Storbritannien öppnades av Oxfam 1959. Oxfam-butiken sålde kinesiskt hantverk från kinesiska flyktingar som flytt från det kinesiska inbördeskriget till Hongkong. Andra källor menar att den första rättvis handel-butiken öppnade i USA året innan, och sålde handarbete från Puerto Rico.
I Sverige har det från slutet av 1960-talet funnits två olika traditioner sida vid sida som verkat för en sjystare handel. Ibland har de också samverkat. Den alternativa handelsrörelsen i Sverige hade sitt ursprung från olika kyrkor. Det startades U-landsbodar och i många fall kom dessa eldsjälar från verksamheter i någon kyrka eller församling. Försäljningen skedde ofta i någon kyrka eller privat till exempel via någon tidigare biståndsarbetare eller missionär. Butikerna kallades dock inte världsbutiker under denna tid; namnen på butikerna varierade och kunde vara till exempel "tredje världen-butiker" eller "u-landsbutiker". Som exempel startade den kristna aktionsgruppen Brödet och fiskarna en U-landsbod i Västerås 1972 Butiken Amos i Arboga startade 1979. Klotet startade 1983 i Lund och Globalen i Uppsala 1984.  Den andra traditionen kom från den tidens solidaritetsrörelser som var först med att etablera butiker. Den allra första var Alternativ Handel  i Göteborg 1969 och därefter öppnades Handelsfront och Solidarisk Handel i Stockholm. Ingen av dessa butiker fanns kvar 2016. Under 1970-talet började man tala om alternativ och solidarisk handel. Man ville med begreppet förtydliga att den solidariska handeln var ett alternativ till den vanliga handeln.
En ny förskjutning av fokus inom rättvis handel-rörelsen kom omkring skiftet mellan 1980- och 1990-talet då fokus flyttades från handelsvillkor till att mer handla om villkor för dem som producerat varorna. Producenterna betonade att det viktigaste för dem var en ökad försäljning så att deras ekonomiska situation kunde förbättras. Det handlade då mer om produktutveckling och marknadsföring. Varorna måste kunna konkurrera med vanliga varor i den konventionella handeln. För att samordna gemensamma kriterier för de olika aktörerna inom den rättvisa handelskedjan skapade U-landsbodarna ett informellt nätverkssamarbete och den nationella föreningen U-sam bildades 1986. 1997 blev U-landsbodarnas samarbetsförening Organisationen Fair Trade Återförsäljarna|Världsbutikerna för Rättvis Handel och butikerna/medlemmarna övergick till att heta Världsbutiker.
I andra europeiska länder fanns också alternativa handelsorganisationer som importerade varor från tredje världen, som rörsocker i början av 1960-talet vilket har fortsatt fram till idag. De flesta av dessa organisationer verkade i Storbritannien och Nederländerna.
Sedan 2008 är World Fair Trade Organization den internationella organisationen för rättvis handel-rörelsen. Den har sitt ursprung ur IFAT (International Federation of Alternative Trade) som bildades 1989. Mellan 1994 och 2008 organiserade sig världsbutikerna i NEWS!, Network of European Worldshops. 2016 var ett 90-tal medlemmar också organiserade i det europeiska nätverket WFTO Europe.
Fairtrade (tidigare Rättvisemärkningen) har sina rötter i 1980-talets världsbutikrörelse.

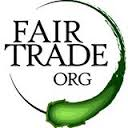
Organisationen Fair Trade Återförsäljarnas organisationslogotype.

## Organisationen Fair Trade återförsäljarna
Organisationen Fair Trade återförsäljarna samlar 57 återförsäljare av Fair Trade-varor i Sverige. Genom försäljning, konsumentupplysning, utbildning och opinionsbildning verkar organisationen för en mer rättvis världshandel. Målet för organisationen är att stötta medlemmarna att öka försäljningen av rättvis handel-produkter från småproducenter i Latinamerika, Afrika och Asien. Organisationen har sitt kansli i Västra Frölunda och har 57 medlemmar som kan vara en av fem kategorier; Världsbutik, Fair Trade Shop, Fair Trade Café, Fair Trade Mix och Fair Trade i församlingen/museet/folkhögskolan, med mera.
Organisationen Fair Trade återförsäljarna är medlem i det internationella nätverket World Fair Trade Organization, i Nätverket för Rättvis Handel och i Föreningen för Fairtrade.  
WFTO är den internationella organisation för producenter i Latinamerika, Afrika och Asien samt grossister, importörer och återförsäljare som förbinder sig att följa organisationens 10 principer. Det finns ett gemensamt märke för att visa att en organisation är medlem och följer WFTO:s principer. Inom organisationen har man även tagit fram en märkning av godkända medlemmars produkter. För att kontrollera att principerna följs finns ett nytt system för bland annat kontroller. Typiska varor är Hantverksprodukter,  accessoarer och andra varor med mer komplicerade tillverkningsprocesser. WFTO:s mål är att möjliggöra för småproducenter att kunna sälja varor med högre förädlingsvärde. WFTO-produkter säljs ofta i Världsbutiker eller andra butiker specialiserade på Fair Trade.